# Escriptura especular

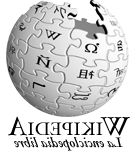
Logo de Viquipèdia amb escriptura especular.

L'escriptura especular és una manera d'escriure que s'aconsegueix traçant amb el llapis sobre el paper en la direcció oposada a la que és usada per la majoria dels amanuenses, de tal manera que el resultat és una imatge especular de l'escriptura normal ("al revés"): apareix normal quan és reflectida en un mirall. El seu ús més comú, quan la llengua s'escriu des de l'esquerra cap a la dreta, és per part de persones esquerranes. De vegades, és usada com una forma extremament primitiva de xifratge. El seu exemple més comú en l'actualitat pot ser vist al capdavant de les ambulàncies, on la paraula "AMBULÀNCIA" està en escriptura especular amb l'objectiu que els conductors que es trobin davant seu llegeixin la paraula en el sentit normal en els seus miralls retrovisors.

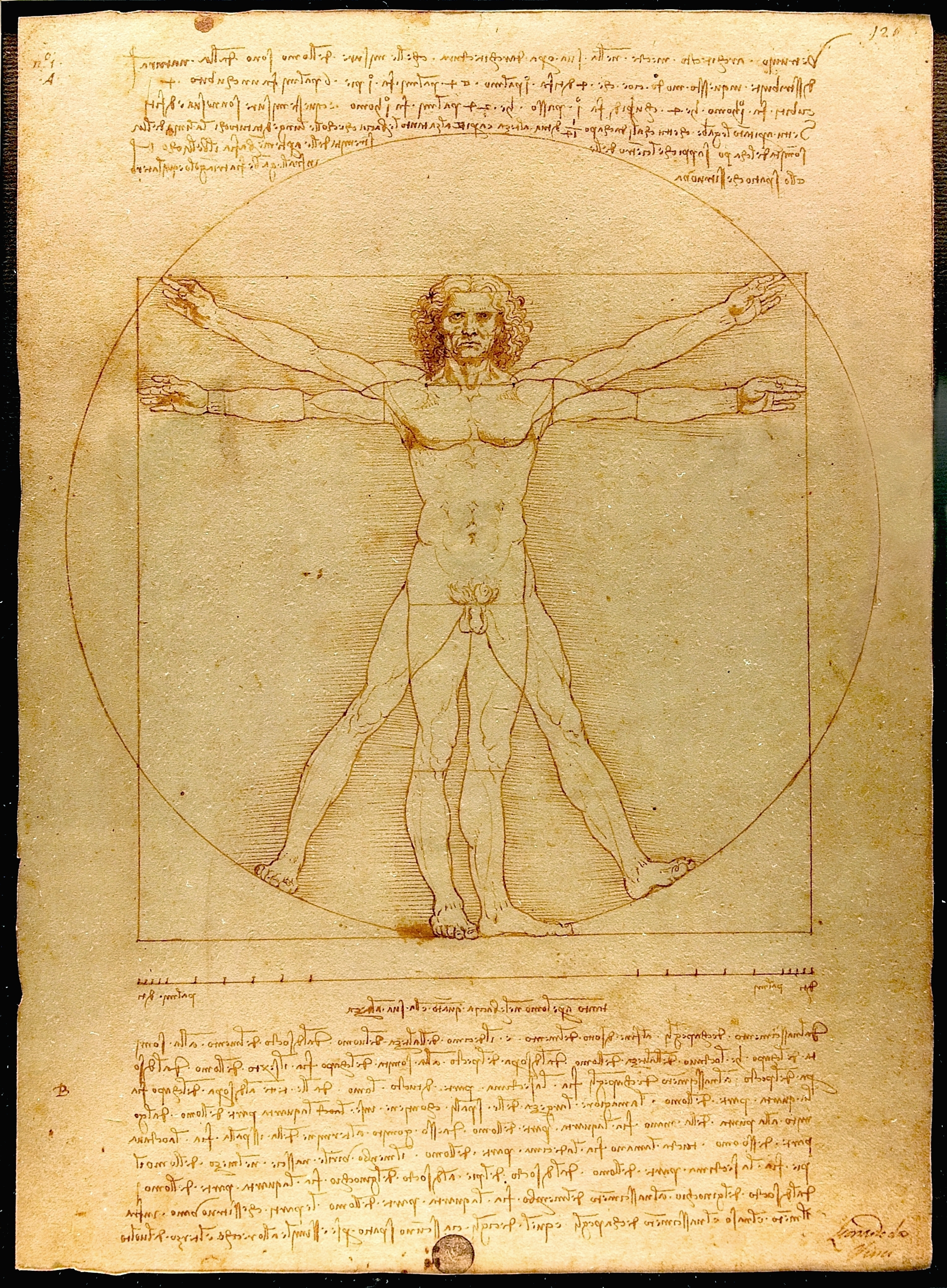
Les notes a lHome de Vitruvi de Leonardo da Vinci són amb escriptura especular

Leonardo da Vinci és famós per haver escrit la majoria de les seves anotacions personals fent servir aquest mètode que combinava amb l'ús de sigles i abreujaments per fer més difícil la lectura per a altres persones. Només usava la manera estàndard d'escriptura si tenia previst que les seves anotacions fossin llegides per altres persones. Leonardo da Vinci era esquerrà, cosa que provocava que la tinta taqués fàcilment si escrivia en escriptura estàndard, és a dir, d'esquerra a dreta. També va poder haver volgut protegir les seves idees de ser robades per altres o ocultar de l'Església catòlica romana les idees científiques, a la qual de vegades eren oposades.

## Video
http://www.youtube.com/watch?v=HiDaYhq47Ds.